# UN-Arbeitsgruppe für Wirtschaft und Menschenrechte
Zu den Aufgaben der Arbeitsgruppe für Wirtschaft und Menschenrechte (englisch Working Group on Business and Human Rights, französisch Groupe de Travail sur la droits de l’homme et des entreprises) gehört die Umsetzung der Leitlinien im Rahmen der Agenda 2030 für nachhaltige Entwicklung und die Leitung des Forums für Wirtschaft und Menschenrechte. Dieses ist eine globale Plattform, um Entwicklungen und Herausforderungen bei der Umsetzung der Leitprinzipien zu diskutieren, den Dialog und die Zusammenarbeit betreffend Wirtschaft und Menschenrechten zu fördern. Das Forum steht Staaten, Unternehmen und Verbänden, Organisationen der Zivilgesellschaft, Gewerkschaften, Wissenschaftlern, Studenten, den Medien und allen anderen relevanten Interessengruppen offen.

## Das UN-Mandat
Der UN-Menschenrechtsrat schuf diese Stelle am 6. Juli 2011 mittels einer Resolution, in welcher auch der Auftrag definiert wurde. Dieses UNO-Mandat ist auf drei Jahre befristet und wird regelmäßig verlängert. Die letzte Verlängerung des Mandates erfolgte am 14. Juli 2017.
Die Mitglieder der Arbeitsgruppe sind keine Mitarbeiter der Vereinten Nationen, sondern werden von der UNO mit einem Mandat beauftragt und dazu erließ der UN-Menschenrechtsrat einen Verhaltenskodex. Der unabhängige Status der Mandatsträger ist für die unparteiische Wahrnehmung ihrer Aufgaben entscheidend. Die Amtszeit eines Mandats ist auf maximal sechs Jahre begrenzt.
Die Arbeitsgruppe erstellt thematische Studien und erarbeitet Leitlinien zur Verbesserung der Menschenrechte. Sie macht Länderbesuche und kann in beratender Funktion Empfehlungen abgeben. Zu ihren Aufgaben gehört auch die Prüfung von Mitteilungen und sie unterbreitet den Staaten Vorschläge, wie sie allfällige Missstände beheben können. Sie macht auch Anschlussverfahren, in welchen sie die Umsetzung der Empfehlungen prüft. Dazu erstellt sie Jahresberichte zu Händen des UN-Menschenrechtsrates und der UN-Generalversammlung.

## Mitglieder der Arbeitsgruppe
| Name                                         | Land                               | seit |
| -------------------------------------------- | ---------------------------------- | ---- |
| Robert McCorquodale (Vorsitzender seit 2024) | Australien/ Vereinigtes Königreich | 2022 |
| Elżbieta Karska                              | Polen                              | 2018 |
| Fernanda Hopenhaym                           | Mexiko/ Uruguay                    | 2021 |
| Pichamon Yeophantong                         | Thailand                           | 2022 |
| Damilola Sunday Olawuyi                      | Nigeria                            | 2022 |

## Ehemalige Mitglieder
- Surya Deva,  Indien, (2016–2022)

## Websites
- Internetseite der Arbeitsgruppe (französisch)
- Internetseite der Arbeitsgruppe (englisch)